# Llista de municipis de la regió de Žilina
Llista de tots els municipis de la regió de Žilina.
Informació actualitzada per un bot. Els canvis manuals es perdran quan s'actualitzi!
| Escut | Municipi                   | Població | Superfície km² | Densitat | Altitud | Codi postal                                | Codi territorial | Dades a Wikidata              |
| ----- | -------------------------- | -------- | -------------- | -------- | ------- | ------------------------------------------ | ---------------- | ----------------------------- |
|       | Abramová                   | 194      | 12,6           | 15,35    | 478     | 038 22 (pošta Slovenské Pravno)            | SK0319512044     | Modifica les dades a Wikidata |
|       | Babín                      | 1.453    | 17,4           | 83,54    | 680     | 029 52 (pošta Hruštín)                     | SK0317509558     | Modifica les dades a Wikidata |
|       | Belá                       | 3.266    | 38,6           | 84,59    | 494     | 013 05                                     | SK031B517429     | Modifica les dades a Wikidata |
|       | Belá-Dulice                | 1.232    | 51,2           | 24,08    | 512     | 038 11                                     | SK0316512052     | Modifica les dades a Wikidata |
|       | Benice                     | 343      | 2,2            | 159,48   | 426     | 038 42 (pošta Príbovce)                    | SK0316512061     | Modifica les dades a Wikidata |
|       | Beňadiková                 | 527      | 5              | 105,94   | 619     | 032 04 (pošta Liptovský Ondrej)            | SK0315510271     | Modifica les dades a Wikidata |
|       | Beňadovo                   | 973      | 6,7            | 145,24   | 763     | 029 63 (pošta Mútne)                       | SK0317509566     | Modifica les dades a Wikidata |
|       | Bešeňová                   | 772      | 4,3            | 179,66   | 514     | 034 83 (pošta Liptovská Teplá)             | SK0318510301     | Modifica les dades a Wikidata |
|       | Bitarová                   | 907      | 3,6            | 248,85   | 380     | 010 04 (pošta Žilina 4)                    | SK031B547522     | Modifica les dades a Wikidata |
|       | Blatnica                   | 1.074    | 86,2           | 12,46    | 495     | 038 15                                     | SK0316512079     | Modifica les dades a Wikidata |
|       | Blažovce                   | 165      | 3,6            | 45,76    | 452     | 038 44 (pošta Jazernica)                   | SK0319512087     | Modifica les dades a Wikidata |
|       | Bobrov                     | 2.084    | 25,6           | 81,28    | 604     | 029 42                                     | SK0317509582     | Modifica les dades a Wikidata |
|       | Bobrovec                   | 1.984    | 31,1           | 63,73    | 635     | 032 21                                     | SK0315510327     | Modifica les dades a Wikidata |
|       | Bobrovník                  | 123      | 6,8            | 18,14    | 595     | 032 23 (pošta Liptovská Sielnica)          | SK0315510335     | Modifica les dades a Wikidata |
|       | Bobrovček                  | 158      | 3,4            | 46,12    | 661     | 032 21 (pošta Bobrovec)                    | SK0315510319     | Modifica les dades a Wikidata |
|       | Bodorová                   | 240      | 5,1            | 46,93    | 464     | 038 45 (pošta Malý Čepčín)                 | SK0319512095     | Modifica les dades a Wikidata |
|       | Borcová                    | 153      | 2,1            | 73,08    | 449     | 038 44 (pošta Jazernica)                   | SK0319512109     | Modifica les dades a Wikidata |
|       | Breza                      | 1.639    | 22,5           | 72,77    | 657     | 029 53                                     | SK0317509591     | Modifica les dades a Wikidata |
|       | Brezany                    | 692      | 3,7            | 189,29   | 381     | 010 04 (pošta Žilina 4)                    | SK031B547557     | Modifica les dades a Wikidata |
|       | Brezovica                  | 1.419    | 19,2           | 73,86    | 720     | 028 01 (pošta Trstená)                     | SK031A509604     | Modifica les dades a Wikidata |
|       | Brieštie                   | 128      | 11,2           | 11,45    | 561     | 038 22 (pošta Slovenské Pravno)            | SK0319512117     | Modifica les dades a Wikidata |
|       | Budiš                      | 197      | 10,3           | 19,17    | 478     | 038 23 (pošta Dubové pri Turč. Tepliciach) | SK0319512125     | Modifica les dades a Wikidata |
|       | Bukovina                   | 113      | 1,9            | 59,29    | 591     | 032 23 (pošta Liptovská Sielnica)          | SK0315510351     | Modifica les dades a Wikidata |
|       | Bystrička                  | 1.490    | 19,1           | 77,92    | 449     | 038 04                                     | SK0316512133     | Modifica les dades a Wikidata |
|       | Bytča                      | 11.634   | 43             | 270,32   | 337     | 014 01 (Bytča 1)                           | SK0311517461     | Modifica les dades a Wikidata |
|       | Bziny                      | 598      | 5,8            | 102,36   | 492     | 026 01 (pošta Dolný Kubín 1)               | SK0313580813     | Modifica les dades a Wikidata |
|       | Chlebnice                  | 1.619    | 25,3           | 64,06    | 594     | 027 55 (pošta Dlhá nad Oravou)             | SK0313509698     | Modifica les dades a Wikidata |
|       | Demänovská Dolina          | 369      | 47,8           | 7,71     | 1.118   | 031 01 (pošta Liptovský Mikuláš 1)         | SK0315510386     | Modifica les dades a Wikidata |
|       | Diaková                    | 595      | 2,4            | 245,81   | 469     | 038 02 (pošta Dražkovce)                   | SK0316512168     | Modifica les dades a Wikidata |
|       | Divina                     | 2.456    | 21,9           | 112,24   | 410     | 013 31                                     | SK031B517488     | Modifica les dades a Wikidata |
|       | Divinka                    | 1.015    | 5,2            | 196,16   | 327     | 013 31 (pošta Divina)                      | SK031B517496     | Modifica les dades a Wikidata |
|       | Dlhá nad Kysucou           | 619      | 12,3           | 50,49    | 520     | 023 54 (pošta Turzovka)                    | SK0312509167     | Modifica les dades a Wikidata |
|       | Dlhá nad Oravou            | 1.440    | 24,3           | 59,23    | 527     | 027 55                                     | SK0313509639     | Modifica les dades a Wikidata |
|       | Dlhé Pole                  | 1.939    | 41             | 47,26    | 392     | 013 32                                     | SK031B517500     | Modifica les dades a Wikidata |
|       | Dolná Tižina               | 1.510    | 13,1           | 115,12   | 440     | 013 04                                     | SK031B517518     | Modifica les dades a Wikidata |
|       | Dolný Hričov               | 1.692    | 12,5           | 135,9    | 316     | 013 41                                     | SK031B517526     | Modifica les dades a Wikidata |
|       | Dolný Kalník               | 367      | 1,3            | 275,17   | 433     | 038 02 (pošta Dražkovce)                   | SK0316512206     | Modifica les dades a Wikidata |
|       | Dolný Kubín                | 17.540   | 55             | 318,75   | 507     | 026 01                                     | SK0313509540     | Modifica les dades a Wikidata |
|       | Dolný Vadičov              | 598      | 6              | 100,47   | 442     | 023 45 (pošta Horný Vadičov)               | SK0314509175     | Modifica les dades a Wikidata |
|       | Dražkovce                  | 1.063    | 4,4            | 242,3    | 426     | 038 02                                     | SK0316512214     | Modifica les dades a Wikidata |
|       | Dubové (Žilina)            | 688      | 28,3           | 24,32    | 484     | 038 23                                     | SK0319512222     | Modifica les dades a Wikidata |
|       | Dunajov                    | 1.105    | 6,1            | 182,27   | 373     | 023 02 (pošta Krásno nad Kysucou)          | SK0312509183     | Modifica les dades a Wikidata |
|       | Dúbrava                    | 1.192    | 23,2           | 51,35    | 649     | 032 12                                     | SK0315510408     | Modifica les dades a Wikidata |
|       | Fačkov                     | 666      | 37,5           | 17,75    | 536     | 013 15 (pošta Rajecká Lesná)               | SK031B517542     | Modifica les dades a Wikidata |
|       | Folkušová                  | 158      | 6              | 26,27    | 520     | 038 42 (pošta Príbovce)                    | SK0316512257     | Modifica les dades a Wikidata |
|       | Galovany                   | 315      | 12,9           | 24,37    | 586     | 032 11 (pošta Svätý Kríž)                  | SK0315510416     | Modifica les dades a Wikidata |
|       | Gbeľany                    | 1.586    | 7,1            | 222,33   | 361     | 013 02                                     | SK031B517551     | Modifica les dades a Wikidata |
|       | Gôtovany                   | 511      | 2,9            | 175,35   | 587     | 032 14 (pošta Ľubeľa)                      | SK0315510424     | Modifica les dades a Wikidata |
|       | Habovka                    | 1.361    | 29,4           | 46,27    | 736     | 027 32 (pošta Zuberec)                     | SK031A509655     | Modifica les dades a Wikidata |
|       | Hladovka                   | 1.098    | 18,1           | 60,67    | 747     | 027 13 (pošta Suchá Hora)                  | SK031A509663     | Modifica les dades a Wikidata |
|       | Hlboké nad Váhom           | 953      | 5,4            | 177,82   | 341     | 014 01 (pošta Bytča 1)                     | SK0311581984     | Modifica les dades a Wikidata |
|       | Horná Lehota (Dolný Kubín) | 598      | 15,3           | 38,99    | 517     | 027 41 (pošta Oravský Podzámok)            | SK0313509671     | Modifica les dades a Wikidata |
|       | Horná Štubňa               | 1.627    | 31,4           | 51,84    | 608     | 038 46                                     | SK0319512273     | Modifica les dades a Wikidata |
|       | Horný Hričov               | 884      | 5,8            | 152,9    | 320     | 013 42                                     | SK031B517593     | Modifica les dades a Wikidata |
|       | Horný Kalník               | 197      | 2,1            | 95,63    | 445     | 038 02 (pošta Dražkovce)                   | SK0316512290     | Modifica les dades a Wikidata |
|       | Horný Vadičov              | 1.723    | 20,8           | 82,79    | 487     | 023 45                                     | SK0314509205     | Modifica les dades a Wikidata |
|       | Hričovské Podhradie        | 343      | 2              | 167,89   | 323     | 013 41 (pošta Dolný Hričov)                | SK031B547590     | Modifica les dades a Wikidata |
|       | Hruštín                    | 3.184    | 36,5           | 87,21    | 697     | 029 52                                     | SK0317509680     | Modifica les dades a Wikidata |
|       | Hubová                     | 1.085    | 16,7           | 64,98    | 449     | 034 91 (pošta Ľubochňa)                    | SK0318510441     | Modifica les dades a Wikidata |
|       | Huty                       | 142      | 11,6           | 12,27    | 789     | 027 32 (pošta Zuberec)                     | SK0315510459     | Modifica les dades a Wikidata |
|       | Hvozdnica                  | 1.235    | 8,7            | 141,39   | 328     | 013 56                                     | SK0311517623     | Modifica les dades a Wikidata |
|       | Hybe                       | 1.457    | 52,8           | 27,58    | 690 688 | 032 31                                     | SK0315510467     | Modifica les dades a Wikidata |
|       | Háj                        | 469      | 9,3            | 50,26    | 509     | 039 01 (pošta Turčianske Teplice)          | SK0319512265     | Modifica les dades a Wikidata |
|       | Hôrky                      | 1.042    | 2,3            | 449,54   | 375     | 010 04 (pošta Žilina 4)                    | SK031B517577     | Modifica les dades a Wikidata |
|       | Istebné                    | 1.286    | 11,3           | 113,88   | 490     | 027 53                                     | SK0313509701     | Modifica les dades a Wikidata |
|       | Ivachnová                  | 760      | 5,9            | 128,94   | 512     | 034 83 (pošta Liptovská Teplá)             | SK0318507300     | Modifica les dades a Wikidata |
|       | Ivančiná                   | 93       | 3,5            | 26,24    | 455     | 038 45 (pošta Malý Čepčín)                 | SK0319512303     | Modifica les dades a Wikidata |
|       | Ižipovce                   | 98       | 2,6            | 37,17    | 598     | 032 23 (pošta Liptovská Sielnica)          | SK0315556807     | Modifica les dades a Wikidata |
|       | Jablonové                  | 895      | 4,2            | 211,43   | 340     | 013 52 (pošta Súľov-Hradná)                | SK0311517631     | Modifica les dades a Wikidata |
|       | Jakubovany                 | 366      | 9,1            | 40,18    | 709     | 032 04 (pošta Liptovský Ondrej)            | SK0315510505     | Modifica les dades a Wikidata |
|       | Jalovec                    | 318      | 20,2           | 15,76    | 692     | 032 21 (pošta Bobrovec)                    | SK0315510513     | Modifica les dades a Wikidata |
|       | Jamník                     | 462      | 46             | 10,05    | 700     | 033 01 (pošta Liptovský Hrádok 1)          | SK0315510521     | Modifica les dades a Wikidata |
|       | Jasenovo                   | 125      | 8,3            | 15       | 520     | 038 22 (pošta Slovenské Pravno)            | SK0319512311     | Modifica les dades a Wikidata |
|       | Jasenová                   | 434      | 11,9           | 36,38    | 537     | 027 01 (pošta Vyšný Kubín)                 | SK0313509710     | Modifica les dades a Wikidata |
|       | Jasenové                   | 603      | 6,3            | 96,13    | 450     | 013 19 (pošta Kľače)                       | SK031B517640     | Modifica les dades a Wikidata |
|       | Jazernica                  | 355      | 2,9            | 121,55   | 449     | 038 44                                     | SK0319512320     | Modifica les dades a Wikidata |
|       | Kalameny                   | 421      | 8,7            | 48,38    | 568     | 034 82 (pošta Lúčky)                       | SK0318510530     | Modifica les dades a Wikidata |
|       | Kamenná Poruba             | 1.852    | 14,2           | 130,59   | 484     | 013 14                                     | SK031B517658     | Modifica les dades a Wikidata |
|       | Karlová                    | 112      | 1,8            | 61,11    | 468     | 038 15 (pošta Blatnica)                    | SK0316512346     | Modifica les dades a Wikidata |
|       | Kaľamenová                 | 96       | 5,8            | 16,57    | 495     | 038 22 (pošta Slovenské Pravno)            | SK0319512338     | Modifica les dades a Wikidata |
|       | Klin                       | 2.549    | 12,7           | 200,11   | 640     | 029 41                                     | SK0317509728     | Modifica les dades a Wikidata |
|       | Klokočov (Žilina)          | 2.202    | 51,2           | 43,03    | 556     | 023 22                                     | SK0312509213     | Modifica les dades a Wikidata |
|       | Klubina                    | 555      | 15,6           | 35,64    | 455     | 023 04 (pošta Stará Bystrica)              | SK0312509221     | Modifica les dades a Wikidata |
|       | Kláštor pod Znievom        | 1.843    | 39             | 47,22    | 494     | 038 43                                     | SK0316512354     | Modifica les dades a Wikidata |
|       | Kolárovice                 | 1.786    | 27,5           | 64,85    | 390     | 013 54                                     | SK0311517674     | Modifica les dades a Wikidata |
|       | Komjatná                   | 1.574    | 14,5           | 108,23   | 634     | 034 96 (pošta Valaská Dubová)              | SK0318510548     | Modifica les dades a Wikidata |
|       | Konská                     | 231      | 11,8           | 19,56    | 755     | 032 04 (pošta Liptovský Ondrej)            | SK0315507393     | Modifica les dades a Wikidata |
|       | Konská (Žilina)            | 1.676    | 5,3            | 315,57   | 455     | 013 13 (pošta Rajecké Teplice)             | SK031B517682     | Modifica les dades a Wikidata |
|       | Korňa                      | 2.020    | 25,3           | 79,74    | 565     | 023 21                                     | SK0312509230     | Modifica les dades a Wikidata |
|       | Kotešová                   | 2.330    | 20,3           | 114,59   | 343     | 013 61                                     | SK0311517691     | Modifica les dades a Wikidata |
|       | Kotrčiná Lúčka             | 695      | 4,1            | 167,5    | 480     | 013 02 (pošta Gbeľany)                     | SK031B517704     | Modifica les dades a Wikidata |
|       | Košťany nad Turcom         | 1.473    | 6,4            | 228,87   | 415     | 038 41                                     | SK0316512371     | Modifica les dades a Wikidata |
|       | Krasňany                   | 1.669    | 15,2           | 109,98   | 383     | 013 03 (pošta Varín)                       | SK031B517712     | Modifica les dades a Wikidata |
|       | Kraľovany                  | 430      | 18,8           | 22,86    | 430     | 027 51                                     | SK0313509744     | Modifica les dades a Wikidata |
|       | Krivá                      | 795      | 18,9           | 42,11    | 545     | 027 55 (pošta Dlhá nad Oravou)             | SK0313509761     | Modifica les dades a Wikidata |
|       | Krpeľany                   | 1.059    | 13,9           | 76,26    | 418     | 038 54                                     | SK0316512389     | Modifica les dades a Wikidata |
|       | Krušetnica                 | 1.019    | 16,6           | 61,54    | 656     | 029 54                                     | SK0317509779     | Modifica les dades a Wikidata |
|       | Krásno nad Kysucou         | 6.506    | 27,8           | 234,28   | 392     | 023 02                                     | SK0312509248     | Modifica les dades a Wikidata |
|       | Kráľova Lehota             | 602      | 19,6           | 30,7     | 674     | 032 33                                     | SK0315510564     | Modifica les dades a Wikidata |
|       | Kunerad                    | 1.144    | 22,9           | 49,88    | 499     | 013 13 (pošta Rajecké Teplice)             | SK031B517721     | Modifica les dades a Wikidata |
|       | Kvačany                    | 553      | 22,4           | 24,65    | 623     | 032 23 (pošta Liptovská Sielnica)          | SK0315510572     | Modifica les dades a Wikidata |
|       | Kysucké Nové Mesto         | 14.306   | 26,4           | 541,62   | 362     | 024 01                                     | SK0314509256     | Modifica les dades a Wikidata |
|       | Kysucký Lieskovec          | 2.322    | 12,3           | 188,49   | 368     | 023 34                                     | SK0314509264     | Modifica les dades a Wikidata |
|       | Kľače                      | 438      | 2,1            | 211,27   | 443     | 013 19                                     | SK031B557994     | Modifica les dades a Wikidata |
|       | Laskár                     | 133      | 3,3            | 39,78    | 463     | 038 43 (pošta Kláštor pod Znievom)         | SK0316512397     | Modifica les dades a Wikidata |
|       | Lazisko                    | 371      | 24             | 15,47    | 676     | 032 11 (pošta Svätý Kríž)                  | SK0315510581     | Modifica les dades a Wikidata |
|       | Leštiny                    | 308      | 6,9            | 44,43    | 581     | 026 01 (pošta Dolný Kubín)                 | SK0313509787     | Modifica les dades a Wikidata |
|       | Ležiachov                  | 164      | 4,2            | 38,8     | 439     | 038 42 (pošta Príbovce)                    | SK0316512419     | Modifica les dades a Wikidata |
|       | Liesek                     | 3.118    | 30,9           | 100,89   | 651     | 027 12                                     | SK031A509795     | Modifica les dades a Wikidata |
|       | Lietava                    | 1.728    | 10             | 172,71   | 445     | 013 18                                     | SK031B517739     | Modifica les dades a Wikidata |
|       | Lietavská Lúčka            | 1.873    | 6,5            | 288,34   | 363     | 013 11                                     | SK031B557935     | Modifica les dades a Wikidata |
|       | Lietavská Svinná-Babkov    | 1.725    | 18,3           | 94,28    | 420     | 013 11 (pošta Lietavská Lúčka)             | SK031B517755     | Modifica les dades a Wikidata |
|       | Liešno                     | 52       | 1,9            | 26,75    | 470     | 038 22 (pošta Slovenské Pravno)            | SK0319512427     | Modifica les dades a Wikidata |
|       | Likavka                    | 2.846    | 18,3           | 155,85   | 520     | 034 95                                     | SK0318510599     | Modifica les dades a Wikidata |
|       | Lipovec                    | 912      | 12,7           | 71,54    | 400     | 038 61 (pošta Vrútky)                      | SK0316512435     | Modifica les dades a Wikidata |
|       | Liptovská Anna             | 104      | 11,3           | 9,22     | 660     | 032 23 (pošta Liptovská Sielnica)          | SK0315510602     | Modifica les dades a Wikidata |
|       | Liptovská Kokava           | 882      | 19,9           | 44,36    | 796     | 032 44                                     | SK0315510611     | Modifica les dades a Wikidata |
|       | Liptovská Lúžna            | 2.701    | 54,7           | 49,41    | 700     | 034 72                                     | SK0318510629     | Modifica les dades a Wikidata |
|       | Liptovská Osada            | 1.564    | 50,2           | 31,16    | 609     | 034 73                                     | SK0318510637     | Modifica les dades a Wikidata |
|       | Liptovská Porúbka          | 1.233    | 42,2           | 29,25    | 796     | 033 01 (pošta Liptovský Hrádok 1)          | SK0315558281     | Modifica les dades a Wikidata |
|       | Liptovská Sielnica         | 589      | 17,2           | 34,17    | 574     | 032 23                                     | SK0315510653     | Modifica les dades a Wikidata |
|       | Liptovská Teplá            | 1.018    | 9,4            | 107,94   | 510     | 034 83                                     | SK0318510670     | Modifica les dades a Wikidata |
|       | Liptovská Štiavnica        | 1.439    | 32,4           | 44,45    | 561     | 034 01 (pošta Ružomberok 1)                | SK0318510661     | Modifica les dades a Wikidata |
|       | Liptovské Beharovce        | 90       | 2              | 45,16    | 634     | 032 21 (pošta Bobrovec)                    | SK0315510688     | Modifica les dades a Wikidata |
|       | Liptovské Kľačany          | 379      | 13,4           | 28,26    | 668     | 032 14 (pošta Ľubeľa)                      | SK0315510696     | Modifica les dades a Wikidata |
|       | Liptovské Matiašovce       | 321      | 5,7            | 55,99    | 648     | 032 23 (pošta Liptovská Sielnica)          | SK0315510700     | Modifica les dades a Wikidata |
|       | Liptovské Revúce           | 1.442    | 76,9           | 18,75    | 684     | 034 74                                     | SK0318510718     | Modifica les dades a Wikidata |
|       | Liptovské Sliače           | 3.804    | 19,6           | 194,12   | 537     | 034 84                                     | SK0318511005     | Modifica les dades a Wikidata |
|       | Liptovský Hrádok           | 6.950    | 18,3           | 379,36   | 656     | 033 01                                     | SK0315510726     | Modifica les dades a Wikidata |
|       | Liptovský Ján              | 1.102    | 67,8           | 16,26    | 635     | 032 03                                     | SK0315510734     | Modifica les dades a Wikidata |
|       | Liptovský Michal           | 306      | 1,6            | 191,85   | 526     | 034 83 (pošta Liptovská Teplá)             | SK0318510742     | Modifica les dades a Wikidata |
|       | Liptovský Mikuláš          | 29.860   | 70,1           | 425,91   | 577     | 031 01                                     | SK0315510262     | Modifica les dades a Wikidata |
|       | Liptovský Ondrej           | 671      | 4,7            | 143,11   | 678     | 032 04                                     | SK0315510751     | Modifica les dades a Wikidata |
|       | Liptovský Peter            | 1.265    | 6,1            | 206,61   | 668,7   | 033 01 (pošta Liptovský Hrádok 1)          | SK0315580287     | Modifica les dades a Wikidata |
|       | Liptovský Trnovec          | 633      | 27,5           | 23,06    | 588     | 031 01 (pošta Liptovský Mikuláš 1)         | SK0315510777     | Modifica les dades a Wikidata |
|       | Lisková                    | 1.999    | 15,9           | 125,36   | 484     | 034 81                                     | SK0318510785     | Modifica les dades a Wikidata |
|       | Lodno                      | 967      | 8,8            | 109,28   | 473     | 023 34 (pošta Kysucký Lieskovec)           | SK0314509272     | Modifica les dades a Wikidata |
|       | Lokca                      | 2.524    | 24,2           | 104,31   | 647     | 029 51                                     | SK0317509809     | Modifica les dades a Wikidata |
|       | Lomná                      | 966      | 21,6           | 44,81    | 690     | 029 54 (pošta Krušetnica)                  | SK0317509817     | Modifica les dades a Wikidata |
|       | Lopušné Pažite             | 436      | 4,3            | 102,17   | 426     | 023 36 (pošta Radoľa)                      | SK0314509281     | Modifica les dades a Wikidata |
|       | Ludrová                    | 994      | 5,3            | 186,11   | 567     | 034 71                                     | SK0318510823     | Modifica les dades a Wikidata |
|       | Lutiše                     | 758      | 20,1           | 37,75    | 568     | 013 05 (pošta Belá)                        | SK031B517763     | Modifica les dades a Wikidata |
|       | Lysica                     | 901      | 15,5           | 58,03    | 475     | 013 05 (pošta Belá)                        | SK031B517771     | Modifica les dades a Wikidata |
|       | Lúčky                      | 1.576    | 21,8           | 72,14    | 596     | 034 82                                     | SK0318510815     | Modifica les dades a Wikidata |
|       | Makov                      | 1.662    | 46,1           | 36,09    | 583     | 023 56                                     | SK0312509299     | Modifica les dades a Wikidata |
|       | Malatiná                   | 819      | 19,1           | 42,79    | 803     | 026 01 (pošta Dolný Kubín)                 | SK0313509825     | Modifica les dades a Wikidata |
|       | Malatíny                   | 259      | 4,2            | 62,02    | 553     | 032 15 (pošta Partizánska Ľupča)           | SK0315510831     | Modifica les dades a Wikidata |
|       | Malužiná                   | 235      | 39,5           | 5,95     | 732     | 032 34                                     | SK0315510858     | Modifica les dades a Wikidata |
|       | Malá Čierna                | 335      | 4,3            | 78,6     | 530     | 015 01 (pošta Rajec)                       | SK031B517780     | Modifica les dades a Wikidata |
|       | Malé Borové                | 111      | 5,8            | 19,02    | 904     | 027 32 (pošta Zuberec)                     | SK0315510840     | Modifica les dades a Wikidata |
|       | Malý Čepčín                | 545      | 3,1            | 176,33   | 464     | 038 45                                     | SK0319512443     | Modifica les dades a Wikidata |
|       | Martin                     | 50.346   | 67,7           | 743,26   | 402     | 036 01                                     | SK0316512036     | Modifica les dades a Wikidata |
|       | Martinček                  | 466      | 2,5            | 189,22   | 583     | 034 95 (pošta Likavka)                     | SK0318510866     | Modifica les dades a Wikidata |
|       | Maršová-Rašov              | 1.066    | 9,6            | 110,84   | 310     | 013 51                                     | SK0311517798     | Modifica les dades a Wikidata |
|       | Medzibrodie nad Oravou     | 626      | 6,6            | 95,2     | 493     | 026 01 (pošta Dolný Kubín 1)               | SK0313509833     | Modifica les dades a Wikidata |
|       | Mojš                       | 1.496    | 2,6            | 577,02   | 346     | 010 01 (pošta Žilina 1)                    | SK031B517801     | Modifica les dades a Wikidata |
|       | Moškovec                   | 83       | 2,1            | 39,5     | 448     | 038 44 (pošta Jazernica)                   | SK0319512451     | Modifica les dades a Wikidata |
|       | Mošovce                    | 1.342    | 58,1           | 23,1     | 484     | 038 21                                     | SK0319512460     | Modifica les dades a Wikidata |
|       | Mútne                      | 3.249    | 64,5           | 50,41    | 787     | 029 63                                     | SK0317509850     | Modifica les dades a Wikidata |
|       | Necpaly                    | 1.023    | 42,2           | 24,26    | 510     | 038 12                                     | SK0316512478     | Modifica les dades a Wikidata |
|       | Nededza                    | 1.092    | 6,3            | 173,04   | 361     | 013 02 (pošta Gbeľany)                     | SK031B517828     | Modifica les dades a Wikidata |
|       | Nesluša                    | 3.191    | 25,5           | 125,24   | 417     | 023 41                                     | SK0314509302     | Modifica les dades a Wikidata |
|       | Nezbudská Lúčka            | 399      | 8,2            | 48,59    | 357     | 013 24 (pošta Strečno)                     | SK031B558168     | Modifica les dades a Wikidata |
|       | Nižná                      | 3.918    | 27,8           | 141,04   | 584     | 027 43                                     | SK031A509876     | Modifica les dades a Wikidata |
|       | Nižná Boca                 | 155      | 25,2           | 6,16     | 851     | 032 34 (pošta Malužiná)                    | SK0315510874     | Modifica les dades a Wikidata |
|       | Nolčovo                    | 254      | 15             | 16,91    | 408     | 038 54 (pošta Krpeľany)                    | SK0316512486     | Modifica les dades a Wikidata |
|       | Novoť                      | 3.818    | 38             | 100,53   | 752     | 029 55                                     | SK0317509884     | Modifica les dades a Wikidata |
|       | Nová Bystrica              | 2.570    | 125,3          | 20,52    | 593     | 023 05                                     | SK0312509311     | Modifica les dades a Wikidata |
|       | Námestovo                  | 7.355    | 44,4           | 165,48   | 620     | 029 01                                     | SK0317509868     | Modifica les dades a Wikidata |
|       | Ochodnica                  | 1.933    | 18,1           | 107,08   | 400     | 023 35                                     | SK0314509329     | Modifica les dades a Wikidata |
|       | Olešná                     | 1.890    | 19,8           | 95,58    | 449     | 023 52                                     | SK0312509337     | Modifica les dades a Wikidata |
|       | Ondrašová                  | 90       | 7              | 12,89    | 464     | 038 22 (pošta Slovenské Pravno)            | SK0319512494     | Modifica les dades a Wikidata |
|       | Oravská Jasenica           | 1.992    | 23,7           | 84,11    | 630     | 029 64                                     | SK0317509892     | Modifica les dades a Wikidata |
|       | Oravská Lesná              | 3.449    | 65,6           | 52,55    | 780     | 029 57                                     | SK0317509906     | Modifica les dades a Wikidata |
|       | Oravská Polhora            | 4.025    | 84,5           | 47,62    | 686     | 029 47                                     | SK0317509914     | Modifica les dades a Wikidata |
|       | Oravská Poruba             | 1.083    | 13,3           | 81,68    | 470     | 027 54 (pošta Veličná)                     | SK0313509922     | Modifica les dades a Wikidata |
|       | Oravské Veselé             | 3.081    | 41,2           | 74,76    | 755     | 029 62                                     | SK0317509931     | Modifica les dades a Wikidata |
|       | Oravský Biely Potok        | 760      | 18,4           | 41,2     | 649     | 027 42 (pošta Podbiel)                     | SK031A509949     | Modifica les dades a Wikidata |
|       | Oravský Podzámok           | 1.354    | 35,2           | 38,41    | 511     | 027 41                                     | SK0313509957     | Modifica les dades a Wikidata |
|       | Osádka                     | 175      | 4,1            | 42,89    | 678     | 027 01 (pošta Vyšný Kubín)                 | SK0313509965     | Modifica les dades a Wikidata |
|       | Ovčiarsko                  | 744      | 4,9            | 152,02   | 429     | 010 04 (pošta Žilina 4)                    | SK031B547611     | Modifica les dades a Wikidata |
|       | Oščadnica                  | 5.807    | 58,6           | 99,04    | 463     | 023 01                                     | SK0312509345     | Modifica les dades a Wikidata |
|       | Partizánska Ľupča          | 1.299    | 92,4           | 14,06    | 563     | 032 15                                     | SK0315510904     | Modifica les dades a Wikidata |
|       | Pavlova Ves                | 281      | 6,8            | 41,14    | 620     | 032 21 (pošta Bobrovec)                    | SK0315510921     | Modifica les dades a Wikidata |
|       | Pavčina Lehota             | 401      | 7,2            | 55,65    | 710     | 031 01 (pošta Liptovský Mikuláš 1)         | SK0315510912     | Modifica les dades a Wikidata |
|       | Paština Závada             | 260      | 7,3            | 35,48    | 360     | 013 41 (pošta Dolný Hričov)                | SK031B547620     | Modifica les dades a Wikidata |
|       | Petrovice                  | 1.671    | 32,5           | 51,36    | 371     | 013 53                                     | SK0311517861     | Modifica les dades a Wikidata |
|       | Podbiel                    | 1.338    | 19,3           | 69,36    | 559     | 027 42                                     | SK031A509981     | Modifica les dades a Wikidata |
|       | Podhorie                   | 1.093    | 6,4            | 170,35   | 460     | 013 18 (pošta Lietava)                     | SK031B517879     | Modifica les dades a Wikidata |
|       | Podhradie                  | 679      | 16,4           | 41,41    | 464     | 038 52 (pošta Sučany)                      | SK0316512508     | Modifica les dades a Wikidata |
|       | Podtureň                   | 1.055    | 5,1            | 207,62   | 620     | 033 01 (pošta Liptovský Hrádok 1)          | SK0315510947     | Modifica les dades a Wikidata |
|       | Podvysoká                  | 1.347    | 5,6            | 240,14   | 455     | 023 57                                     | SK0312509361     | Modifica les dades a Wikidata |
|       | Pokryváč                   | 185      | 3,9            | 47,43    | 633     | 026 01 (pošta Dolný Kubín 1)               | SK0313509990     | Modifica les dades a Wikidata |
|       | Porúbka                    | 519      | 3,5            | 150,35   | 376     | 013 11 (pošta Lietavská Lúčka)             | SK031B557960     | Modifica les dades a Wikidata |
|       | Potok                      | 104      | 1,5            | 69,4     | 554     | 034 83 (pošta Liptovská Teplá)             | SK0318510955     | Modifica les dades a Wikidata |
|       | Povina                     | 1.149    | 19,1           | 60,07    | 367     | 023 33                                     | SK0314509370     | Modifica les dades a Wikidata |
|       | Predmier                   | 1.363    | 10,9           | 125,09   | 300     | 013 51                                     | SK0311517895     | Modifica les dades a Wikidata |
|       | Pribiš                     | 468      | 8,4            | 55,7     | 640     | 027 41 (pošta Oravský Podzámok)            | SK0313510009     | Modifica les dades a Wikidata |
|       | Pribylina                  | 1.316    | 86,1           | 15,28    | 768     | 032 42                                     | SK0315510963     | Modifica les dades a Wikidata |
|       | Prosiek                    | 244      | 12,7           | 19,28    | 608     | 032 23 (pošta Liptovská Sielnica)          | SK0315510971     | Modifica les dades a Wikidata |
|       | Príbovce                   | 1.098    | 6              | 183,9    | 422     | 038 42                                     | SK0316512524     | Modifica les dades a Wikidata |
|       | Pucov                      | 895      | 9,9            | 89,96    | 573     | 026 01 (pošta Dolný Kubín 1)               | SK0313510017     | Modifica les dades a Wikidata |
|       | Párnica                    | 988      | 52             | 19       | 455     | 027 52                                     | SK0313509973     | Modifica les dades a Wikidata |
|       | Rabča                      | 5.402    | 25,2           | 214,73   | 642     | 029 44                                     | SK0317510025     | Modifica les dades a Wikidata |
|       | Rabčice                    | 2.101    | 22,2           | 94,71    | 718     | 029 45                                     | SK0317510033     | Modifica les dades a Wikidata |
|       | Radoľa                     | 1.533    | 6,7            | 228,07   | 368     | 023 36                                     | SK0314580791     | Modifica les dades a Wikidata |
|       | Radôstka                   | 770      | 13,2           | 58,46    | 501     | 023 04 (pošta Stará Bystrica)              | SK0312509396     | Modifica les dades a Wikidata |
|       | Rajec                      | 5.703    | 31,5           | 181,28   | 448     | 015 01                                     | SK031B517917     | Modifica les dades a Wikidata |
|       | Rajecká Lesná              | 1.192    | 39,3           | 30,36    | 508     | 013 15                                     | SK031B517925     | Modifica les dades a Wikidata |
|       | Rakovo                     | 398      | 5,4            | 73,51    | 432     | 038 42 (pošta Príbovce)                    | SK0316512541     | Modifica les dades a Wikidata |
|       | Raková                     | 5.603    | 41,5           | 134,96   | 430     | 023 51                                     | SK0312509400     | Modifica les dades a Wikidata |
|       | Rakša                      | 219      | 11,7           | 18,66    | 502     | 039 01 (pošta Turčianske Teplice)          | SK0319512559     | Modifica les dades a Wikidata |
|       | Ratkovo                    | 213      | 0,9            | 234,39   | 452     | 038 54 (pošta Krpeľany)                    | SK0316512567     | Modifica les dades a Wikidata |
|       | Rosina                     | 3.374    | 7,3            | 460,64   | 401     | 013 22                                     | SK031B517941     | Modifica les dades a Wikidata |
|       | Rudina                     | 1.799    | 6,3            | 286,78   | 370     | 023 31                                     | SK0314509426     | Modifica les dades a Wikidata |
|       | Rudinka                    | 419      | 3,1            | 133,57   | 343     | 023 31 (pošta Rudina)                      | SK0314509434     | Modifica les dades a Wikidata |
|       | Rudinská                   | 1.035    | 10,8           | 96,11    | 448     | 023 31 (pošta Rudina)                      | SK0314509442     | Modifica les dades a Wikidata |
|       | Rudno                      | 210      | 7,3            | 28,85    | 489     | 038 22 (pošta Slovenské Pravno)            | SK0319512575     | Modifica les dades a Wikidata |
|       | Ružomberok                 | 26.384   | 126,7          | 208,22   | 494     | 034 01                                     | SK0318510998     | Modifica les dades a Wikidata |
|       | Sedliacka Dubová           | 536      | 11,6           | 46,02    | 531     | 027 55 (pošta Dlhá nad Oravou)             | SK0313510041     | Modifica les dades a Wikidata |
|       | Sihelné                    | 2.166    | 14,4           | 150,32   | 710     | 029 46                                     | SK0317510050     | Modifica les dades a Wikidata |
|       | Skalité                    | 5.274    | 33,2           | 159,03   | 524     | 023 14                                     | SK0312509451     | Modifica les dades a Wikidata |
|       | Sklabinský Podzámok        | 180      | 27,1           | 6,63     | 508     | 038 03 (pošta Sklabiňa)                    | SK0316512591     | Modifica les dades a Wikidata |
|       | Sklabiňa                   | 644      | 11,1           | 58,18    | 484     | 038 03                                     | SK0316512583     | Modifica les dades a Wikidata |
|       | Sklené                     | 666      | 40,5           | 16,44    | 600     | 038 47                                     | SK0319512605     | Modifica les dades a Wikidata |
|       | Slovany                    | 431      | 14,3           | 30,13    | 470     | 038 43 (pošta Kláštor pod Znievom)         | SK0316512613     | Modifica les dades a Wikidata |
|       | Slovenské Pravno           | 878      | 17,2           | 51,14    | 494     | 038 22                                     | SK0319512621     | Modifica les dades a Wikidata |
|       | Smrečany                   | 704      | 8              | 87,49    | 701     | 032 05                                     | SK0315511013     | Modifica les dades a Wikidata |
|       | Snežnica                   | 1.129    | 5,5            | 204,84   | 404     | 023 32                                     | SK0314509469     | Modifica les dades a Wikidata |
|       | Socovce                    | 227      | 5,1            | 44,44    | 444     | 038 43 (pošta Kláštor pod Znievom)         | SK0316512630     | Modifica les dades a Wikidata |
|       | Stankovany                 | 1.121    | 18,9           | 59,24    | 438     | 034 92                                     | SK0318511030     | Modifica les dades a Wikidata |
|       | Stará Bystrica             | 2.817    | 36,9           | 76,32    | 487     | 023 04                                     | SK0312509477     | Modifica les dades a Wikidata |
|       | Staškov                    | 2.759    | 21,9           | 126,13   | 451     | 023 53                                     | SK0312509485     | Modifica les dades a Wikidata |
|       | Strečno                    | 2.572    | 13,2           | 195,21   | 358     | 013 24                                     | SK031B517984     | Modifica les dades a Wikidata |
|       | Stránske                   | 950      | 18,8           | 50,66    | 431     | 013 13 (pošta Rajecké Teplice)             | SK031B517968     | Modifica les dades a Wikidata |
|       | Stráňavy                   | 1.897    | 10,9           | 174,49   | 425     | 013 25                                     | SK031B517950     | Modifica les dades a Wikidata |
|       | Stráža                     | 686      | 3,2            | 216,1    | 402     | 013 04 (pošta Dolná Tižina)                | SK031B517976     | Modifica les dades a Wikidata |
|       | Suchá Hora                 | 1.483    | 21,9           | 67,86    | 798     | 027 13                                     | SK031A510076     | Modifica les dades a Wikidata |
|       | Sučany                     | 4.749    | 33,3           | 142,77   | 392     | 038 52                                     | SK0316512648     | Modifica les dades a Wikidata |
|       | Svederník                  | 1.733    | 11,6           | 149,86   | 335     | 013 32 (pošta Dlhé Pole)                   | SK031B518000     | Modifica les dades a Wikidata |
|       | Svrčinovec                 | 3.305    | 15,7           | 210,02   | 432     | 023 12                                     | SK0312509493     | Modifica les dades a Wikidata |
|       | Svätý Kríž                 | 964      | 9,4            | 102,41   | 629     | 032 11                                     | SK0315511048     | Modifica les dades a Wikidata |
|       | Súľov-Hradná               | 1.009    | 22,9           | 43,99    | 418     | 013 52 (pošta Súľov)                       | SK0311517992     | Modifica les dades a Wikidata |
|       | Teplička nad Váhom         | 4.389    | 10,9           | 403,41   | 356     | 013 01                                     | SK031B518034     | Modifica les dades a Wikidata |
|       | Terchová                   | 3.939    | 84,5           | 46,59    | 560 514 | 013 06                                     | SK031B518042     | Modifica les dades a Wikidata |
|       | Trebostovo                 | 651      | 13,1           | 49,61    | 470     | 038 41 (pošta Košťany nad Turcom)          | SK0316512664     | Modifica les dades a Wikidata |
|       | Trnovo                     | 269      | 7,4            | 36,14    | 460     | 038 41 (pošta Košťany nad Turcom)          | SK0316512672     | Modifica les dades a Wikidata |
|       | Trstená                    | 6.953    | 82,5           | 84,24    | 617     | 028 01                                     | SK031A510106     | Modifica les dades a Wikidata |
|       | Trstené                    | 219      | 3,9            | 55,56    | 640     | 032 21 (pošta Bobrovec)                    | SK0315511072     | Modifica les dades a Wikidata |
|       | Turany                     | 4.085    | 46,7           | 87,38    | 401     | 038 53                                     | SK0316512681     | Modifica les dades a Wikidata |
|       | Turie                      | 2.158    | 27,2           | 79,33    | 446     | 013 12                                     | SK031B518051     | Modifica les dades a Wikidata |
|       | Turzovka                   | 6.853    | 34,9           | 196,3    | 522     | 023 54                                     | SK0312509507     | Modifica les dades a Wikidata |
|       | Turík                      | 300      | 8,3            | 36,29    | 500     | 034 83 (pošta Liptovská Teplá)             | SK0318507407     | Modifica les dades a Wikidata |
|       | Turček                     | 621      | 53             | 11,71    | 674     | 038 48                                     | SK0319512699     | Modifica les dades a Wikidata |
|       | Turčianska Štiavnička      | 999      | 14,1           | 70,99    | 430     | 038 51                                     | SK0316512702     | Modifica les dades a Wikidata |
|       | Turčianske Jaseno          | 478      | 20,5           | 23,36    | 508     | 038 02 (pošta Dražkovce)                   | SK0316545961     | Modifica les dades a Wikidata |
|       | Turčianske Kľačany         | 1.053    | 12,2           | 86,27    | 410     | 038 61 (pošta Vrútky)                      | SK0316512711     | Modifica les dades a Wikidata |
|       | Turčianske Teplice         | 6.069    | 33,5           | 181,28   | 518     | 039 01                                     | SK0319512729     | Modifica les dades a Wikidata |
|       | Turčiansky Peter           | 587      | 4,6            | 127,12   | 419     | 038 41 (pošta Košťany nad Turcom)          | SK0316512753     | Modifica les dades a Wikidata |
|       | Turčiansky Ďur             | 164      | 0,9            | 175,18   | 457     | 038 43 (pošta Kláštor pod Znievom)         | SK0316512737     | Modifica les dades a Wikidata |
|       | Tvrdošín                   | 8.695    | 56,5           | 153,77   | 592     | 027 44                                     | SK031A510114     | Modifica les dades a Wikidata |
|       | Uhorská Ves                | 573      | 4,5            | 128,71   | 607     | 032 03 (pošta Liptovský Ján)               | SK0315511099     | Modifica les dades a Wikidata |
|       | Valaská Dubová             | 775      | 12,8           | 60,6     | 662     | 034 96                                     | SK0318511102     | Modifica les dades a Wikidata |
|       | Valča                      | 1.802    | 32,3           | 55,82    | 480     | 038 35                                     | SK0316512761     | Modifica les dades a Wikidata |
|       | Varín                      | 3.870    | 19,1           | 202,7    | 358     | 013 03                                     | SK031B518069     | Modifica les dades a Wikidata |
|       | Vasiľov                    | 818      | 9,1            | 89,5     | 650     | 029 51 (pošta Lokca)                       | SK0317510149     | Modifica les dades a Wikidata |
|       | Vavrečka                   | 1.707    | 9              | 190,61   | 645     | 029 01 (pošta Námestovo 1)                 | SK0317510157     | Modifica les dades a Wikidata |
|       | Vavrišovo                  | 689      | 9,9            | 69,55    | 699     | 032 42 (pošta Pribylina)                   | SK0315511111     | Modifica les dades a Wikidata |
|       | Važec                      | 2.372    | 59,6           | 39,77    | 788     | 032 61                                     | SK0315511129     | Modifica les dades a Wikidata |
|       | Veličná                    | 1.616    | 29,3           | 55,15    | 462     | 027 54                                     | SK0313510165     | Modifica les dades a Wikidata |
|       | Veterná Poruba             | 362      | 4,7            | 76,61    | 819     | 031 04 (pošta Liptovský Mikuláš 4)         | SK0315511145     | Modifica les dades a Wikidata |
|       | Veľká Čierna               | 370      | 4,8            | 76,81    | 495     | 015 01 (pošta Rajec)                       | SK031B518077     | Modifica les dades a Wikidata |
|       | Veľké Borové               | 42       | 11             | 3,82     | 835     | 027 32 (pošta Zuberec)                     | SK0315511137     | Modifica les dades a Wikidata |
|       | Veľké Rovné                | 3.582    | 40,6           | 88,22    | 383     | 013 62                                     | SK0311518085     | Modifica les dades a Wikidata |
|       | Veľký Čepčín               | 258      | 6,8            | 38,06    | 470     | 038 45 (pošta Malý Čepčín)                 | SK0319512788     | Modifica les dades a Wikidata |
|       | Vitanová                   | 1.319    | 45,8           | 28,8     | 699     | 027 12 (pošta Liesek)                      | SK031A510173     | Modifica les dades a Wikidata |
|       | Višňové (Žilina)           | 3.013    | 15,2           | 198,63   | 450     | 013 23                                     | SK031B518093     | Modifica les dades a Wikidata |
|       | Vlachy                     | 645      | 11,2           | 57,47    | 532     | 032 13                                     | SK0315511153     | Modifica les dades a Wikidata |
|       | Vrícko                     | 433      | 29,6           | 14,63    | 592     | 038 31                                     | SK0316512796     | Modifica les dades a Wikidata |
|       | Vrútky                     | 7.397    | 18,7           | 396,51   | 381     | 038 61                                     | SK0316557358     | Modifica les dades a Wikidata |
|       | Vysoká nad Kysucou         | 2.437    | 43,9           | 55,55    | 688     | 023 55                                     | SK0312509515     | Modifica les dades a Wikidata |
|       | Vyšná Boca                 | 93       | 20,6           | 4,52     | 950     | 032 34 (pošta Malužiná)                    | SK0315511188     | Modifica les dades a Wikidata |
|       | Vyšný Kubín                | 853      | 12,7           | 66,94    | 525     | 026 01 (pošta Dolný Kubín 1)               | SK0313510181     | Modifica les dades a Wikidata |
|       | Východná                   | 2.226    | 193,7          | 11,49    | 775     | 032 32                                     | SK0315511170     | Modifica les dades a Wikidata |
|       | Zborov nad Bystricou       | 2.137    | 18,7           | 114,22   | 419     | 023 03                                     | SK0312509531     | Modifica les dades a Wikidata |
|       | Zbyňov                     | 899      | 7              | 127,59   | 450     | 013 19 (pošta Kľače)                       | SK031B518131     | Modifica les dades a Wikidata |
|       | Zuberec                    | 1.928    | 72,3           | 26,66    | 762     | 027 32                                     | SK031A510238     | Modifica les dades a Wikidata |
|       | Zubrohlava                 | 2.555    | 15,3           | 167,47   | 624     | 029 43                                     | SK0317510246     | Modifica les dades a Wikidata |
|       | Zábiedovo                  | 978      | 18             | 54,41    | 670     | 028 01 (pošta Trstená)                     | SK031A510190     | Modifica les dades a Wikidata |
|       | Záborie                    | 171      | 5,1            | 33,41    | 501     | 038 03 (pošta Sklabiňa)                    | SK0316512818     | Modifica les dades a Wikidata |
|       | Zákamenné                  | 5.694    | 42,9           | 132,72   | 703     | 029 56                                     | SK0317510203     | Modifica les dades a Wikidata |
|       | Zákopčie                   | 1.683    | 29,6           | 56,8     | 516     | 023 11                                     | SK0312509523     | Modifica les dades a Wikidata |
|       | Závažná Poruba             | 1.295    | 18,7           | 69,39    | 616     | 032 02                                     | SK0315511196     | Modifica les dades a Wikidata |
|       | Zázrivá                    | 2.459    | 67,2           | 36,57    | 600     | 027 05                                     | SK0313510211     | Modifica les dades a Wikidata |
|       | Čadca                      | 22.307   | 56,8           | 392,78   | 420     | 022 01                                     | SK0312509132     | Modifica les dades a Wikidata |
|       | Čierne                     | 4.438    | 20,8           | 212,95   | 454     | 023 13                                     | SK0312509159     | Modifica les dades a Wikidata |
|       | Čimhová                    | 681      | 6,4            | 106,6    | 644     | 027 12 (pošta Liesek)                      | SK031A518719     | Modifica les dades a Wikidata |
|       | Čičmany                    | 124      | 25,6           | 4,84     | 655     | 013 15 (pošta Rajecká Lesná)               | SK031B517470     | Modifica les dades a Wikidata |
|       | Čremošné                   | 83       | 16,2           | 5,13     | 649     | 039 01 (pošta Turčianske Teplice)          | SK0319512141     | Modifica les dades a Wikidata |
|       | Ďanová                     | 554      | 7,7            | 72,31    | 449     | 038 42 (pošta Príbovce)                    | SK0316512150     | Modifica les dades a Wikidata |
|       | Ďurčiná                    | 1.080    | 12,5           | 86,37    | 513     | 015 01 (pošta Rajec)                       | SK031B557986     | Modifica les dades a Wikidata |
|       | Ľubeľa                     | 1.192    | 17,5           | 68,28    | 617     | 032 14                                     | SK0315510793     | Modifica les dades a Wikidata |
|       | Ľubochňa                   | 1.045    | 113,7          | 9,19     | 460     | 034 91                                     | SK0318510807     | Modifica les dades a Wikidata |
|       | Štefanov nad Oravou        | 700      | 12,3           | 56,69    | 570     | 027 44 (pošta Tvrdošín 1)                  | SK031A510084     | Modifica les dades a Wikidata |
|       | Štiavnik                   | 3.920    | 55,7           | 70,39    | 387     | 013 55                                     | SK0311518018     | Modifica les dades a Wikidata |
|       | Štiavnička                 | 918      | 1,9            | 479,65   | 513     | 034 01 (pošta Ružomberok 1)                | SK0318511056     | Modifica les dades a Wikidata |
|       | Šuja                       | 323      | 2,4            | 133,23   | 467     | 015 01 (pošta Rajec)                       | SK031B581712     | Modifica les dades a Wikidata |
|       | Švošov                     | 864      | 4,3            | 202,19   | 460     | 034 91 (pošta Ľubochňa)                    | SK0318511064     | Modifica les dades a Wikidata |
|       | Šútovo                     | 509      | 16,6           | 30,61    | 448     | 038 54 (pošta Krpeľany)                    | SK0316512656     | Modifica les dades a Wikidata |
|       | Ťapešovo                   | 848      | 6,7            | 126,27   | 670     | 029 51 (pošta Lokca)                       | SK0317510092     | Modifica les dades a Wikidata |
|       | Žabokreky                  | 1.208    | 5,2            | 230,9    | 426     | 038 40                                     | SK0316512834     | Modifica les dades a Wikidata |
|       | Žaškov                     | 1.621    | 24,7           | 65,57    | 482     | 027 21                                     | SK0313510254     | Modifica les dades a Wikidata |
|       | Žiar (Žilina)              | 483      | 21,9           | 22,06    | 759     | 032 05 (pošta Smrečany)                    | SK0315511200     | Modifica les dades a Wikidata |
|       | Žilina                     | 80.257   | 80             | 1.002,76 | 345     | 010 01                                     | SK031B517402     | Modifica les dades a Wikidata |